# Cơ quan quản lý Đại dương và Khí quyển quốc gia (Hoa Kỳ)
Cơ quan quản lý Đại dương và Khí quyển Quốc gia Hoa Kỳ (tiếng Anh: National Oceanic and Atmospheric Administration, viết tắt là NOAA - /ˈnoʊ.ə/ NOH-ə) là một cơ quan khoa học và quản lý của Hoa Kỳ chịu trách nhiệm về vấn đề dự báo thời tiết, theo dõi các điều kiện đại dương và khí quyển, lập bản đồ biển, thám hiểm dưới lòng biển sâu. Bên cạnh đó NOAA còn quản lý hoạt động đánh bắt, bảo vệ động vật có vú trên biển và các loài có nguy cơ tuyệt chủng trong vùng đặc quyền kinh tế của Hoa Kỳ. Cơ quan này là một đơn vị thuộc Bộ Thương mại Hoa Kỳ và có trụ sở chính tại Silver Spring, Maryland.

## Lịch sử
NOAA có lịch sử bắt nguồn từ nhiều đơn vị, cơ quan, trong số đó có những cơ quan trong chính phủ liên bang:
- Cục Khảo sát Duyên hải và Địa chất Hoa Kỳ, được thành lập năm 1807
- Cục Thời tiết Hoa Kỳ, được thành lập năm 1870
- Cục Nghề cá Thương mại, được thành lập năm 1871, chỉ có đội tàu nghiên cứu
- Quân đoàn Khảo sát Duyên hải và Địa chất, được thành lập năm 1917

NOAA được thành lập trong Bộ Thương mại thông qua Kế hoạch Tổ chức lại số 4, và được thành lập vào ngày 3 tháng 10 năm 1970, sau khi Tổng thống Hoa Kỳ Richard Nixon đề xuất thành lập một cơ quan mới để phục vụ các nhu cầu của quốc gia nhằm "bảo vệ tốt hơn cả về tính mạng và tài sản khỏi các mối nguy hiểm từ tự nhiên... để hiểu rõ hơn về môi trường... [và] để thăm dò cũng như phát triển, tạo điều kiện để sử dụng một cách hợp lý, hiệu quả các nguồn tài nguyên biển của chúng ta".
NOAA là một phần của Bộ Thương mại Hoa Kỳ, không phải Bộ Nội vụ, do mâu thuẫn giữa Tổng thống Nixon và Bộ trưởng Nội vụ của ông, Wally Hickel, về chính sách liên quan đến Chiến tranh Việt Nam của Chính quyền Nixon. Nixon được cho là không hài lòng về đề nghị thúc giục ông lắng nghe những người biểu tình phản chiến từ Hickel, và đáp trả bằng việc không đưa NOAA vào Bộ Nội vụ.
Năm 2007, NOAA kỷ niệm 200 năm phục vụ với vai trò là đơn vị kế thừa Cục Khảo sát Duyên hải và Địa chất Hoa Kỳ, mặc dù được xác định thành lập một cách chính thức vào năm 1970. Đến năm 2021, NOAA có 11.833 nhân viên dân sự. Hoạt động nghiên cứu và quản lý của cơ quan này còn được hỗ trợ thêm bởi 321 thành viên Ủy nhiệm, những người tạo nên Đoàn Ủy nhiệm NOAA.
Dự án 2025 đã đề xuất xóa bỏ Văn phòng Nghiên cứu Đại dương và Khí quyển, điều này dẫn đến việc "giải thể" bộ phận nghiên cứu của NOAA.